# Cygnicollum immersum
Cygnicollum es un género monotípico de musgos perteneciente  a la familia Funariaceae.  Su única especie, Cygnicollum immersum, es originaria de  Sudáfrica.

## Taxonomía
Cygnicollum immersum fue descrita por Fife & Magill y publicado en The Bryologist 85: 99. f. 1–19. 1982.